# KBS 월드 뉴스투데이
《KBS 월드 뉴스투데이》(KBS WORLD NEWS TODAY)는 대한민국 KBS 월드에서 평일 오후 4시 40분에 방송되는 KBS 월드의 저녁 국제 종합뉴스 프로그램이다.

## 방송 시간
| 방송 채널 | 방송 기간                           | 방송 시간                            |
| --------- | ----------------------------------- | ------------------------------------ |
| KBS 월드  | 2005년 12월 19일 ~ 2008년 11월 14일 | 평일 오후 3시 45분 ~ 4시 (15분)      |
| KBS 월드  | 2008년 11월 17일 ~ 2019년 11월 22일 | 평일 오후 5시 ~ 5시 30분 (30분)      |
| KBS 월드  | 2019년 11월 25일 ~ 2021년 6월 11일  | 평일 오후 4시 30분 ~ 4시 50분 (20분) |
| KBS 월드  | 2021년 6월 14일 ~ 현재              | 평일 오후 4시 40분 ~ 5시 (20분)      |

## 앵커

### 현재 진행자
- 최규연 (여) - KBS의 프리랜서 아나운서

### 역대 앵커
| 대수 | 진행자                   | 진행 기간                                                             | 비고        |
| ---- | ------------------------ | --------------------------------------------------------------------- | ----------- |
| 1대  | 신윤주 아나운서2부장     | 2005년 12월 19일 ~ 2006년 3월 8일                                     | [ 1 ]       |
| 2대  | 방송인 에드워드 김       | 2005년 12월 22일 ~ 2006년 3월 10일 2006년 3월 13일 ~ 2006년 11월 17일 | [ 2 ] [ 3 ] |
| 3대  | 방송인 니모 킴           | 2006년 11월 20일 ~ 2008년 8월 8일                                     |             |
| 4대  | 방송인 썬 킴             | 2008년 8월 11일 ~ 2008년 10월 31일                                    |             |
| 5대  | 방송인 니모 킴           | 2008년 11월 3일 ~ 2009년 9월 11일                                     | [ 4 ]       |
| 6대  | 방송인 리처드 스콧 애쉬  | 2009년 9월 14일 ~ 2013년 8월 28일                                     |             |
| 7대  | 방송인 루크 클리어리     | 2013년 8월 29일 ~ 2018년 9월 14일                                     |             |
| 8대  | 최규연 프리랜서 아나운서 | 2018년 9월 17일 ~ 현재                                                | [ 5 ]       |